# Бітемпоральне моделювання
Бітемпоральне моделювання — специфічний випадок техніки інформаційного моделювання темпоральних баз даних, спроєктований для обробки історичних даних уздовж двох різних ліній часу. Це уможливлює перемотування інформації до того, «якою вона була насправді» у поєднанні з «як вона була записана» в певній точці часу. Задля можливості цього, інформація не може відкидатися, навіть, якщо вона помилкова. У, наприклад, фінансовій звітності часто бажано мати змогу перестворити старий звіт і так, як він насправді виглядав на час створення, і так, як він має виглядати з урахуванням виправлень даних, внесених після його створення.
Реалізації бітемпорального моделювання можуть бути здійснені за допомогою реляційних і графових баз даних. Як таке, бітемпоральне моделювання вважається відмітним від розмірнісного та взаємодоповнювальним до нормалізації баз даних. Стандарт SQL:2011 забезпечує мовні конструкції для роботи з бітемпоральними даними. Проте, більшість поточних рішень усе ще специфічні для постачальника.

## Філософія
Бітемпоральне моделювання використовує бітемпоральні структури як основні компоненти. Це має наслідком наявність у базі даних узгодженого типу темпоральності для всіх даних.

## Переваги бітемпорального моделювання
Зосереджуючись на повноті та точності даних, бітемпоральне моделювання полегшує створення повних аудиторських слідів даних. Всі дані стають незмінними. Особливо це дозволяє запити, які забезпечують:
1. Якомога точніші дані, якими вони відомі зараз
2. Дані, якими вони були відомі в будь-якій точці часу
3. Коли та чому змінювалися найточніші дані

## Реалізації у значущих продуктах
- MarkLogic запровадив підтримку бітемпоральних даних у версії 8.0. Мітки дійсного та системного часу зберігаються в документах JSON або XML[2].
- XTDB[3] (колишня Crux) — відкрита база даних, яка індексує документи за допомогою моделі даних «сутність — атрибут — значення» і забезпечує бітемпоральні запити на момент часу мовами SQL і Datalog.
- TerminusDB[en] — відкрита, документо-орієнтована, графова база даних, яка використовує дельта-кодування та забезпечує бітемпоральну функціональність[4].